# Saison 2021-2022 du Stade montois rugby
Cette page présente la saison 2021-2022 du Stade montois rugby en Pro D2.

## Entraîneurs
- Patrick Milhet : Manager
- Julien Tastet : Entraineur principal
- Rémi Talès : Entraineur
- Stéphane Prosper : Entraineur
- Romain Mareuil : Entraineur mêlée

## Effectif
| Nom                   | Poste                  | Naissance         | Nationalité sportive | Sélections | Dernier club                   | Arrivée au club (année) |
| --------------------- | ---------------------- | ----------------- | -------------------- | ---------- | ------------------------------ | ----------------------- |
| Carlos Muzzio         | Pilier                 | 21 août 1984      | Argentine            |            | Tarbes PR                      | 2014                    |
| Victor Laval          | Pilier                 | 27 novembre 1989  | France               |            | Limoges rugby                  | 2017                    |
| Thomas Bultel         | Pilier                 | 1er février 1996  | France               |            | Montpellier HR                 | 2017                    |
| Lasha Macharashvili   | Pilier                 | 13 novembre 1998  | Géorgie              |            | Formé au club                  | 2019                    |
| Gela Murusidze        | Pilier                 | 16 octobre 1999   | Géorgie              |            | Formé au club                  | 2019                    |
| Jean Luc Innocente    | Pilier                 | 20 décembre 1993  | France               |            | Rouen NR                       | 2019                    |
| Anthony Alvès         | Pilier                 | 23 juin 1989      | Portugal             |            | FC Grenoble                    | 2021                    |
| Alexandre Lalanne     | Pilier                 | 5 février 2000    | France               |            | SC Pamiers                     | 2021                    |
| Mattéo Lalanne        | Pilier                 | 18 mai 2001       | France               |            | Formé au club                  | 2021                    |
| Charlesty Berguet     | Pilier                 | 13 janvier 2000   | Belgique             |            | USA Perpignan                  | 2022                    |
| Romain Latterrade     | Talonneur              | 4 avril 1996      | France               |            | Formé au club                  | 2017                    |
| José Luis González    | Talonneur              | 11 septembre 1997 | Argentine            |            | Ceibos                         | 2020                    |
| Simon Labouyrie       | Talonneur              | 15 octobre 1991   | France               |            | RC Hyères Carqueiranne La Crau | 2021                    |
| Leandro Cedaro        | 2e ligne               | 16 février 1988   | Italie               |            | SU Agen                        | 2018                    |
| Romain Durand         | Deuxième ligne         | 7 mars 1997       | France               |            | RC Narbonne                    | 2018                    |
| Baptiste Hezard       | Deuxième ligne         | 2 octobre 1989    | France               |            | Stade aurillacois              | 2020                    |
| Louis Bruinsma        | Deuxième ligne         | 15 juillet 2000   | Espagne              |            | Section paloise                | 2020                    |
| James Voss            | Deuxième ligne         | 22 juillet 1994   | Angleterre           |            | Coventry RFC                   | 2020                    |
| Andrei Ostrikov       | Deuxième ligne         | 2 juillet 1987    | Russie               |            | FC Grenoble                    | 2021                    |
| Thibault Tauleigne    | Deuxième ligne         | 10 novembre 1996  | France               |            | Oyonnax rugby                  | 2021                    |
| Yann Brethous         | Troisième ligne aile   | 27 mai 1989       | France               |            | Formé au club                  | 2007                    |
| Nicolas Garrault      | Troisième ligne aile   | 15 juin 1991      | France               |            | Tarbes PR                      | 2016                    |
| Maxime Gouzou         | Troisième ligne aile   | 11 septembre 1998 | France               |            | Formé au club                  | 2018                    |
| Aurélien Lisena       | Troisième ligne aile   | 12 mai 1999       | France               |            | Stado Tarbes                   | 2018                    |
| Maximilie Hontarrede  | Troisième ligne aile   | 18 février 2001   | France               |            | Formé au club                  | 2021                    |
| Léo Banos             | Troisième ligne aile   | 16 août 2002      | France               |            | Formé au club                  | 2020                    |
| Raphaël Robic         | Troisième ligne aile   | 15 mai 2001       | France               |            | Formé au club                  | 2020                    |
| Michael Faleafa       | Troisième ligne centre | 3 février 1992    | Tonga                |            | USA Perpignan                  | 2021                    |
| Santiago Montagner    | Troisième ligne centre | 18 avril 1995     | Argentine            |            | Ceibos                         | 2020                    |
| Wiliam Warvin         | Troisième ligne centre | 6 janvier 1991    | France               |            | Union sportive bressane        | 2019                    |
| Christophe Loustalot  | Demi de mêlée          | 7 avril 1992      | France               |            | FC Grenoble                    | 2016                    |
| Léo Coly              | Demi de mêlée          | 9 septembre 1999  | France               |            | Formé au club                  | 2018                    |
| Gauthier Doubrère     | Demi de mêlée          | 24 décembre 1995  | France               |            | Biarritz olympique             | 2021                    |
| Simon Desaubies       | Demi d'ouverture       | 30 novembre 1999  | France               |            | Union Bordeaux Bègles          | 2020                    |
| Willie du Plessis     | Demi d'ouverture       | 5 juin 1990       | Afrique du Sud       |            | Biarritz olympique             | 2021                    |
| Jules Even            | Demi d'ouverture       | 8 septembre 1998  | France               |            | Soyaux Angoulême XV            | 2021                    |
| Nacani Wakaya         | Centre                 | 25 juin 1991      | Fidji                |            | Fidji Warriors                 | 2016                    |
| Vereniki Goneva       | Centre                 | 5 avril 1984      | Fidji                |            | Harlequins                     | 2020                    |
| Lucas Mensa           | Centre                 | 24 mai 1996       | Argentine            |            | Valence Romans DR              | 2021                    |
| Charli Espagnet       | Centre                 | 1er février 2001  | France               |            | Formé au club                  | 2021                    |
| Simon Renda           | Centre                 | 7 juin 2000       | France               |            | Stade toulousain               | 2021                    |
| Julien Cabannes       | Ailier                 | 9 janvier 1990    | France               |            | Formé au club                  | 2007                    |
| Alexandre de Nardi    | Ailier                 | 17 janvier 1999   | France               |            | Formé au club                  | 2018                    |
| Wame Naituvi          | Ailier                 | 18 mai 1996       | Fidji                |            | ASM Clermont                   | 2017                    |
| Julien Lestremau      | Ailier                 | 3 mars 1998       | France               |            | Formé au club                  | 2018                    |
| Pierre Sayerse        | Ailier                 | 5 octobre 1995    | France               |            | US Montauban                   | 2021                    |
| Yoann Laousse Azpiazu | Arrière                | 20 août 1991      | France               |            | US Dax                         | 2015                    |
| Simão Bento           | Arrière                | 21 juin 2001      | Portugal             |            | CR Técnico                     | 2021                    |

## Calendrier et résultats

### Pro D2
| - RC Narbonne - Stade montois : 14-37 - Stade montois - US bressane : 48-13 - US Carcassonne - Stade montois : 22-26 - Stade montois - RC Vannes : 46-5 - Stade montois - SU Agen : 43-8 - Oyonnax rugby - Stade montois : 36-19 - Stade montois - Rouen NR : 45-8 - US Montauban - Stade montois : 21-18 - Stade montois - USO Nevers : 41-20 - Aviron bayonnais - Stade montois : 14-33 - Stade montois - Stade aurillacois : 38-10 - AS Béziers - Stade montois : 22-32 - Stade montois - Provence rugby : 32-13 - FC Grenoble - Stade montois : 32-19 - Stade montois - Colomiers rugby : 27-9 | - Stade montois - RC Narbonne : 33-6 - US bressane - Stade montois : 13-40 - Stade montois - US Carcassonne : 25-10 - RC Vannes - Stade montois : 33-10 - SU Agen - Stade montois : 27-30 - Stade montois - Oyonnax rugby : 27-20 - Rouen NR - Stade montois : 13-19 - Stade montois - US Montauban : 27-23 - USO Nevers - Stade montois : 27-6 - Stade montois - Aviron bayonnais : 15-13 - Stade aurillacois - Stade montois : 14-32 - Stade montois - AS Béziers : 34-13 - Provence rugby - Stade montois : 27-13 - Stade montois - FC Grenoble : 22-12 - Colomiers rugby - Stade montois : 27-23 |

### Classement Pro D2
| Rang | Club               | J  | V  | N | D  | Bo | Bd | Pm  | Pe  | Diff | Pts |
| ---- | ------------------ | -- | -- | - | -- | -- | -- | --- | --- | ---- | --- |
| 1    | Stade montois      | 30 | 23 | 0 | 7  | 12 | 2  | 860 | 525 | +335 | 106 |
| 2    | Aviron bayonnais R | 30 | 20 | 2 | 8  | 12 | 4  | 890 | 607 | +283 | 100 |
| 3    | Oyonnax Rugby      | 30 | 20 | 1 | 9  | 10 | 4  | 910 | 534 | +376 | 96  |
| 4    | USON Nevers        | 30 | 16 | 2 | 12 | 9  | 5  | 759 | 611 | +148 | 82  |
| 5    | US Carcassonne     | 30 | 17 | 1 | 12 | 4  | 6  | 694 | 621 | +73  | 80  |
| 6    | Colomiers Rugby    | 30 | 18 | 0 | 12 | 2  | 4  | 639 | 595 | +44  | 78  |
| 7    | Provence Rugby     | 30 | 17 | 1 | 12 | 1  | 5  | 671 | 684 | -13  | 76  |
| 8    | US Montauban       | 30 | 14 | 2 | 14 | 3  | 5  | 671 | 758 | -87  | 68  |
| 9    | AS Béziers         | 30 | 13 | 1 | 16 | 2  | 8  | 619 | 634 | -15  | 64  |
| 10   | Stade aurillacois  | 30 | 14 | 0 | 16 | 1  | 5  | 550 | 720 | -170 | 62  |
| 11   | RC Vannes          | 30 | 12 | 2 | 16 | 4  | 5  | 655 | 623 | +32  | 61  |
| 12   | FC Grenoble        | 30 | 11 | 3 | 16 | 3  | 7  | 619 | 653 | -34  | 60  |
| 13   | SU Agen R          | 30 | 10 | 1 | 19 | 1  | 13 | 604 | 725 | -121 | 56  |
| 14   | Rouen NR           | 30 | 10 | 1 | 19 | 1  | 6  | 606 | 823 | -217 | 49  |
| 15   | US bressane P      | 30 | 9  | 3 | 18 | 1  | 3  | 607 | 844 | -237 | 46  |
| 16   | RC Narbonne P      | 30 | 5  | 2 | 23 | 0  | 8  | 544 | 941 | -397 | 32  |

### Tableau final
|  | Barrages                            | Barrages                           |                                  |                                  | Demi-finales                               | Demi-finales                               |  |  | Finale                     | Finale                     |
|  | Barrages                            | Barrages                           |                                  |                                  | Demi-finales                               | Demi-finales                               |  |  | Finale                     | Finale                     |
|  |                                     |                                    |                                  |                                  |                                            |                                            |  |  |                            |                            |
|  | 19 mai 2022 au stade du Pré Fleuri  | 19 mai 2022 au stade du Pré Fleuri |                                  |                                  | 29 mai 2022 au stade André-et-Guy-Boniface | 29 mai 2022 au stade André-et-Guy-Boniface |  |  | 5 juin 2022 au GGL Stadium | 5 juin 2022 au GGL Stadium |
|  | 19 mai 2022 au stade du Pré Fleuri  | 19 mai 2022 au stade du Pré Fleuri |                                  |                                  | 29 mai 2022 au stade André-et-Guy-Boniface | 29 mai 2022 au stade André-et-Guy-Boniface |  |  | 5 juin 2022 au GGL Stadium | 5 juin 2022 au GGL Stadium |
|  | 19 mai 2022 au stade du Pré Fleuri  | 19 mai 2022 au stade du Pré Fleuri | [1] Stade montois                | 26                               |                                            |                                            |  |  | 5 juin 2022 au GGL Stadium | 5 juin 2022 au GGL Stadium |
|  | [4] USON Nevers                     | 24                                 | [1] Stade montois                | 26                               |                                            |                                            |  |  | 5 juin 2022 au GGL Stadium | 5 juin 2022 au GGL Stadium |
|  | [4] USON Nevers                     | 24                                 | [4] USON Nevers                  | 15                               |                                            |                                            |  |  | 5 juin 2022 au GGL Stadium | 5 juin 2022 au GGL Stadium |
|  | [5] US Carcassonne                  | 12                                 | [4] USON Nevers                  | 15                               |                                            |                                            |  |  | 5 juin 2022 au GGL Stadium | 5 juin 2022 au GGL Stadium |
|  | [5] US Carcassonne                  | 12                                 | 29 mai 2022 au stade Jean-Dauger | 29 mai 2022 au stade Jean-Dauger | [1] Stade montois                          | 20                                         |  |  |                            |                            |
|  | 20 mai 2022 au stade Charles-Mathon |                                    | 29 mai 2022 au stade Jean-Dauger | 29 mai 2022 au stade Jean-Dauger | [1] Stade montois                          | 20                                         |  |  |                            |                            |
|  |                                     | [2] Aviron bayonnais               | 29 mai 2022 au stade Jean-Dauger | 29 mai 2022 au stade Jean-Dauger | 49                                         |                                            |  |  |                            |                            |
|  | [3] Oyonnax rugby                   | [2] Aviron bayonnais               | 29 mai 2022 au stade Jean-Dauger | 29 mai 2022 au stade Jean-Dauger | 49                                         | 19                                         |  |  |                            |                            |
|  | [3] Oyonnax rugby                   | [3] Oyonnax rugby                  | 20                               |                                  |                                            | 19                                         |  |  |                            |                            |
|  | [6] Colomiers rugby                 | [3] Oyonnax rugby                  | 20                               | 15                               |                                            |                                            |  |  |                            |                            |
|  | [6] Colomiers rugby                 | [2] Aviron bayonnais               | 32                               | 15                               |                                            |                                            |  |  |                            |                            |
|  |                                     | [2] Aviron bayonnais               | 32                               |                                  |                                            |                                            |  |  |                            |                            |

### Phase finale

#### Barrages
| Barrage 19 mai 2022 20 h 45 | USON Nevers | 24 - 12 (11 - 6) | US Carcassonne                               | stade du Pré Fleuri, Nevers Arbitre : Luc Ramos |
| Barrage 19 mai 2022 20 h 45 | Essai(s) : 2 Plataret (37e), Cazenave (73e) Transformation(s) : 1 Ménoret (74e) Pénalité(s) : 4 Reynolds (3e, 18e, 42e), Ménoret (79e) | Rapport          | Pénalité(s) : 4 Marques (14e, 31e, 49e, 55e) | stade du Pré Fleuri, Nevers Arbitre : Luc Ramos |
| Barrage 19 mai 2022 20 h 45 | | Rapport          |                                              | stade du Pré Fleuri, Nevers Arbitre : Luc Ramos |

| Barrage 20 mai 2022 20 h 45 | Oyonnax rugby                                                                                            | 19 - 15 (9 - 9) | Colomiers rugby                                 | stade Charles-Mathon, Oyonnax Arbitre : Jonathan Dufort |
| Barrage 20 mai 2022 20 h 45 | Essai(s) : 1 Millet (44e) Transformation(s) : 1 Soulan (45e) Pénalité(s) : 4 Soulan (16e, 19e, 38e, 80e) | Rapport         | Pénalité(s) : 5 Girard (6e, 11e, 34e, 49e, 62e) | stade Charles-Mathon, Oyonnax Arbitre : Jonathan Dufort |
| Barrage 20 mai 2022 20 h 45 | | Rapport         |                                                 | stade Charles-Mathon, Oyonnax Arbitre : Jonathan Dufort |

#### Demi-finales
| Demi-finale 29 mai 2022 15 h | Stade montois | 26 - 15 (16 - 3) | USON Nevers                                                                                                | stade André-et-Guy-Boniface, Mont-de-Marsan Arbitre : Vivien Praderie |
| Demi-finale 29 mai 2022 15 h | Essai(s) : 2 Coly (22e), Lucas Mensa (68e) Transformation(s) : 2 Coly (23e), Laousse Azpiazu (70e) Pénalité(s) : 4 Coly (5e, 13e, 33e), Laousse Azpiazu (78e) | Rapport          | Essai(s) : 2 Reynolds (43e), Noah (72e) Transformation(s) : 1 Reynolds (44e) Pénalité(s) : 1 Menoret (10e) | stade André-et-Guy-Boniface, Mont-de-Marsan Arbitre : Vivien Praderie |
| Demi-finale 29 mai 2022 15 h | | Rapport          | | stade André-et-Guy-Boniface, Mont-de-Marsan Arbitre : Vivien Praderie |

| Demi-finale 29 mai 2022 17 h 45 | Aviron bayonnais | 32 - 20 (12 - 6) | Oyonnax rugby | stade Jean-Dauger, Bayonne Arbitre : Adrien Marbot |
| Demi-finale 29 mai 2022 17 h 45 | Essai(s) : 2 Maqala (55e), Germain (69e) Transformation(s) : 2 Germain (56e, 71e) Pénalité(s) : 6 Germain (23e, 30e, 34e, 40e, 62e, 77e) | Rapport          | Essai(s) : 2 Grice (42e), Laclayat (51e) Transformation(s) : 2 Soulan (43e, 52e) Pénalité(s) : 2 Soulan (8e, 32e) Carton(s) jaune(s) : 1 Soulan (65e | stade Jean-Dauger, Bayonne Arbitre : Adrien Marbot |
| Demi-finale 29 mai 2022 17 h 45 | | Rapport          | | stade Jean-Dauger, Bayonne Arbitre : Adrien Marbot |

#### Finale
| Finale 5 juin 2022 17 h 45 | Stade montois | 20-49 (10-20) | Aviron bayonnais | GGL Stadium, Montpellier Arbitre : Laurent Cardona |
| Finale 5 juin 2022 17 h 45 | Essai(s) : 2 (du Plessis (34e), Dimcheff (80e) Transformation(s) : 2 (Coly (35e), Muzzio (80e) Pénalité(s) : 2 (Coly (22e, 51e) Drop(s) : 0 Carton(s) jaune(s) : 1 du Plessis (53e) Carton(s) rouge(s) : 0 |               | Essai(s) : 6 Amosa (9e), Baget (28e), Delonca (54e), Maqala (62e, 69e), Dolhagaray (76e) Transformation(s) : 5 Germain (10e, 29e, 55e) Lafage (64e, 77e) Pénalité(s) : 3 Germain (14e, 40e), Lafage (58e) Drop(s) : 0 Carton(s) jaune(s) : 0 Carton(s) rouge(s) : 0 | GGL Stadium, Montpellier Arbitre : Laurent Cardona |
| Finale 5 juin 2022 17 h 45 | |               | | GGL Stadium, Montpellier Arbitre : Laurent Cardona |

## Statistiques

### Championnat de France
Meilleurs réalisateurs
| Rang | Joueur | Poste | Points | Essais | Transf. | Pén. | Drops |
| ---- | ------ | ----- | ------ | ------ | ------- | ---- | ----- |
| 1    | -      | -     | -      | -      | -       | -    | -     |
| 2    | -      | -     | -      | -      | -       | -    | -     |
| 3    | -      | -     | -      | -      | -       | -    | -     |
| 4    | -      | -     | -      | -      | -       | -    | -     |
| 5    | -      | -     | -      | -      | -       | -    | -     |

Meilleurs marqueurs
| Rang | Joueur | Poste | Essais |
| ---- | ------ | ----- | ------ |
| 1    | -      | -     | -      |
| 2    | -      | -     | -      |
| 3    | -      | -     | -      |
| 4    | -      | -     | -      |
| 5    | -      | -     | -      |